# ANThology
Anthology (estilizado como ANThology) é o segundo álbum de estúdio da banda de rock americana Alien Ant Farm. Foi lançado em 6 de março de 2001, pela New Noize e DreamWorks Records. Após o lançamento independente do primeiro álbum de estúdio da banda, Greatest Hits (1999), eles fizeram vários shows em Los Angeles, Califórnia. No final de 2000, Alien Ant Farm começou a gravar seu próximo álbum com o produtor Jay Baumgardner no NRG Recording Studios em North Hollywood, Califórnia. Um lançamento de Metal Alternativo e Nu Metal, os críticos compararam o álbum aos trabalhos de Incubus e A Perfect Circle.
"Movies" foi lançado como o primeiro single do Anthology em janeiro de 2001. Alien Ant Farm assinou com a gravadora do Papa Roach, New Noize, antes de embarcar em uma turnê pelos Estados Unidos com Linkin Park e Taproot, e apoiar Orgy em sua turnê principal. Após duas semanas na Europa apoiando Papa Roach, "Smooth Criminal" foi lançado como o segundo single do álbum em junho de 2001. Eles apareceram na Warped Tour daquele ano e, em seguida, relançaram "Movies" no início de 2002. A banda fez uma turnê Austrália, Nova Zelândia, Europa e Estados Unidos. O terceiro single, "Attitude", foi lançado em maio de 2002.
Anthology recebeu críticas geralmente positivas de críticos musicais , alguns dos quais comentaram sobre a energia de Alien Ant Farm e a diversidade das canções. O álbum alcançou a 11° posição na Billboard 200 dos EUA , ao mesmo tempo em que alcançou o top 40 na Austrália, Áustria, Bélgica, Finlândia, Alemanha, Irlanda e Nova Zelândia. Posteriormente, seria certificado como platina no Canadá, Reino Unido e Estados Unidos. O cover da música "Smooth Criminal" alcançou a posição 23 na Billboard Hot 100 dos EUA , além de ter um bom desempenho em várias paradas de componentes da Billboard , e alcançou o primeiro lugar na Austrália. "Movies" teve sucesso em várias paradas de componentes da Billboard.

## Antecedentes e produção
O vocalista Dryden Mitchell, o guitarrista Terry Corso, o baixista Tye Zamora e o baterista Mike Cosgrove formaram o Alien Ant Farm em 1996.  Zamora e Cosgrove tocaram anteriormente em uma banda cover do Primus .
```
No mesmo ano da formação, a banda lançou seu primeiro EP 
$ 100 EP
 , e seguiu com seu segundo EP 
Love Songs
 em 
1998
.  
Alien Ant Farm
 lançou seu primeiro álbum de estúdio, 
Greatest Hits
 , por conta própria. sua própria gravadora Chick Music Records.  Posteriormente, ganhou o prêmio de Melhor Álbum Independente no LA Music Awards de 
1999
 .
```

A banda promoveu o álbum com uma turnê pela Europa, apresentações em vários festivais,  e fez vários showcases em Los Angeles, Califórnia , na tentativa de fechar um contrato com outra gravadora.  Depois de fazer vários shows juntos, Alien Ant Farm tornou-se bem amigos da bandaPapa Roach, Ambas fizeram uma espécie de pacto que se uma fizesse sucesso ajudaria a outra. Então quando Papa Roach alcançou o sucesso comercial, eles arranjaram um contrato para Alien Ant Farm com a gravadora New Noize.
Enquanto Alien Ant Farm estava na Europa, o produtor Jay Baumgardner , conhecido por seu trabalho com Korn e Slipknot , compareceu a um show do Papa Roach. O cover versão demo do Alien Ant Farm da música " Smooth Criminal " (1987) de Michael Jackson estava tocando nos alto-falantes, o que chamou a atenção de Baumgardner. Ele perguntou ao DJ quem era, informando-o de que era Alien Ant Farm; Baumgardner era fã do álbum Thriller de Michael Jackson (1982) e Bad (1987).
Um mês depois disso, depois de produzir o disco Infest do Papa Roach, o representante A&R do Papa Roach contatou Baumgardner: " 'Essa banda, Alien Ant Farm, acho que deveria contratá-los.' Eu disse, 'Sim, eles que fizeram aquela regravação de Michael Jackson. É incrível. Eu acho que é um sucesso.' E ele disse, 'Você gravaria se eu assiná-los?' Eu disse, 'Sim! ' ".
Nessa época, o nu metal havia se tornado o subgenero dominante do rock,substituindo o grunge.
No final de 2000, Alien Ant Farm estava gravando seu próximo álbum no NRG Recording Studios em North Hollywood, Califórnia , com Baumgardner. A banda gostou de seu trabalho com nomes como Orgy e Papa Roach.
Alien Ant Farm gravou duas músicas com ele, antes de passar um mês escrevendo material. O estúdio de ensaio que eles usaram estava localizado em frente ao estúdio de Baumgardner, o que lhe permitiu testemunhar no que a banda estava trabalhando a qualquer momento. Eles gravavam as ideias em um gravador, chegou ao ponto em que Mitchell ouvia em seu carro e então criavam peças para adicionar nas músicas.
Durante a gravação, James Murray atuou como engenheiro e operou o Pro Tools , com assistência de Justin Harvey; John Ewing e Brian Viture fizeram trabalhos adicionais no Pro Tools.  Baumgardner citou o Pro Tools como uma peça importante do equipamento, pois permitia que eles "cortassem e editassem coisas", e disse que Linkin Park , um dos contemporâneos da banda, "sintetizava o que você poderia fazer com o Pro Tools no rock ".
Mitchell disse que Baumgardner não alterou muito as canções, exceto por algumas "coisas realmente menores", como trocar as partes. Baumgardner mixou as gravações no NRG, com a ajuda de Daniel Certa, antes de Tom Baker masterizar ANThology na Precision Mastering em Hollywood.

## Composição e significado das letras
Vocalista e compositor do Alien Ant Farm, Dryden Mitchell, falou recentemente sobre as letras das músicas do álbum ANThology, a estreia da banda em uma grande gravadora.
“Courage” (em português: "Coragem") : trata-se de mal-entendidos e de chegar a um ponto de ebulição em um relacionamento. Quando escrevi a letra, imaginei uma discussão com sua cara-metade. É a tal ponto que a garota vai bater em você, mas nunca chega a tal brutalidade. Eu canto no refrão: “Você deveria tentar não ser tão corajoso”, porque você sabe que a coragem não vai durar. É como um jogo de “Jenga”, logo antes de as peças caírem.
“Movies” (em português: "Filmes") : [Primeira single do álbum] “Movies” é uma das minhas favoritas. É uma história muito honesta e real sentida por todos na banda. Eu comparo um relacionamento ruim com os filmes. Liricamente, tudo nela se relaciona com o filme, como a frase “Em velocidade lenta, todos parecemos focados”. Minha escrita costumava ser muito mais enigmática, mas essa música é mais direta e tem uma sensação mais alegre. Terry (guitarrista) criou um riff legal de Pacman para a música.
“Flesh And Bone” (em português: "Carne e osso"): Não somos as pessoas mais religiosas, mas Tye (baixista) sugeriu que eu escrevesse sobre Deus. A primeira coisa que me veio à mente foi atacar aqueles fanáticos que me impõem a religião. Mas parecia mais elegante escrever algo positivo sobre religião, algo que a abraçasse. Essa música é sobre saber que existe algo maior lá fora sem dizer exatamente o que é. A Bíblia não entra nisso, embora eu tenha emprestado algumas linhas dela para o benefício da rima. Foi desafiador escrever. (Curiosidade sobre a música: O irmão de Tye Zamora (baixista da banda), Jon, contribuiu com vocais de fundo adicionais para a música.)
“Whisper” (em português: "Sussurrar") : Terry (guitarrista) perguntou por que chamamos a música de “Whisper” porque é uma música muito pesada e chata. A banda estava passando por momentos difíceis quando a escrevi. Estávamos apresentando para gravadoras e no meio do set, os executivos das gravadoras começavam a sussurrar uns com os outros. Estamos tentando fazer o nosso melhor, mas estamos imaginando o que eles estão dizendo sobre nós, ou se eles estão falando sobre nós. Não acho que éramos amargos, apenas cansados com as pessoas cochichando sobre nós. (Cosgrove (baterista) disse que era sobre ser rejeitado pelas gravadoras depois de fazer vitrines para elas.)
“Summer” (em português: "Verão") : “Summer” é puro amor e não deve ser nada particularmente profundo, mas sim um jogo legal de palavras. Liricamente, eu passo por todas as estações. Ao longo dele, digo coisas como: “Tentei dar a você o verão, mas sou inverno / Gostaria de poder fazer você primavera, mas caio tanto”.
“Sticks And Stones” (em português: "Paus e pedras") : Todo mundo já ouviu aquele ditado “Paus e pedras vão quebrar meus ossos, mas nomes nunca vão me machucar.” Este é outro em que brinco com as palavras. Está cheio de angústia. Eu estava relembrando conversas telefônicas anteriores que levaram a discussões. Eles acontecem sem motivo, apenas porque uma pessoa está mal-humorada. A batida é forte e tem uma vibe reggae porque o bumbo é constante.
“Attitude” (em português: "Atitude") : Esta é a minha música favorita do álbum. Não sou muito bom em relacionamentos e já fiz coisas ruins no passado. Com “Attitude”, estou dizendo a uma garota que seus sentimentos de raiva são aceitáveis – tudo o que ela faz está certo porque o cara com quem ela está se relacionando fez coisas horríveis. A música tem um ritmo latino legal. (Curiosidade sobre a música: a percussão dessa música é tocada pelo membro da banda Toto, Lenny Castro.)
“Stranded” (em português: "Encalhado"): Essa música é toda sobre o oceano e tem tantos trocadilhos quanto eu poderia colocar lá. Minha ex-namorada gostava muito de biologia marinha. marinha. Ela me odiava na época, então pensei em tentar cortejá-la. Não funcionou. Talvez flores e jantar fossem
“Wish” (em português: "Desejar") : Esta é a primeira música que escrevemos – é incrível ter durado tanto e ter chegado ao álbum. Ele transmite a mensagem de que as pessoas devem fazer suas próprias coisas acontecerem e não se preocupar com os críticos por aí. Por exemplo, minha coisa é música, e digo às pessoas que criticam isso para criar seu próprio desejo. Este é o meu sonho - eles deveriam encontrar suas próprias coisas em vez de rasgar as minhas. (Curiosidade sobre a música: Ela foi lançada originalmente no EP de estréia da banda $100 EP (1996) e depois lançada no ANThology.)
“Calico” (em português: "Chita") : Esta é basicamente uma música de separação alegre com um ritmo de valsa. Eu não estava tentando ser profundo aqui – as palavras soam legais quando são cantadas. Quando a guitarra entra, ela cria uma introdução perfeita para um grito.
“Happy Death Day”(em português:“Feliz Dia da Morte”) : “Happy Death Day” é bastante mórbido, mas eu o escrevi estritamente para fins de fantasia. Todos nós já ficamos frustrados com certas pessoas, às vezes a ponto de desejar que elas morram. Mas você também percebe que, se eles realmente morressem, você ficaria arrasado. Estou cantando, “Papa's got a brand new body bag for you” – é como a fala de James Brown “ “Papa's got a brand new bag”, mas mais legal.”,
“Smooth Criminal” (em português: "Criminoso sorrateiro") : Somos todos grandes fãs de Michael Jackson, e esse cover é uma aliada para nós. Terry  (guitarrista) e Tye (baixista) estavam mexendo com essa música na garagem um dia, e o riff gritava para ser pesado. Tocamos com bandas de death metal enquanto estávamos na Europa, e as pessoas enlouqueciam quando ouviam nossa versão. Pessoas que nem gostam de nós gostam dessa música.
“Universe” (em português: "Universo") : Incrível, melancólico, influenciado pelo Radiohead. o David Campbell arranjador transformou-o em um monstro com sua seção de cordas, mas sem torná-lo cafona. A letra se refere a algumas coisas imperdoáveis que fiz, coisas que nunca poderia compartilhar com ninguém. (Curiosidade sobre a música: ela tem uma faixa escondida chamada de "Orange Appeal")
“Orange Appeal” (Música escondida) (em português: "Apelo laranja"):  O título é outro jogo de palavras, como “casca de laranja”. É feito de pequenas linhas rápidas que me fizeram lembrar da minha infância. Digo “maçãs” e “laranjas” em espanhol e depois me refiro a uma árvore genealógica. Musicalmente, começa com violão acústico de cordas de náilon, então lentamente aumenta. Os vocais estão desafinados porque eu bebi um bom vinho durante a gravação. (Curiosidade sobre a música: É uma demo que data do primeiro mês de existência da banda.) «O cantor e letrista de Alien Ant Farm, Dryden Mitchell». Alien Ant Fans

## Lançamento e turnê
"Movies" foi lançado como single principal do Anthology em janeiro de 2001.  Alien Ant Farm fez uma turnê pela costa oeste dos Estados Unidos em janeiro e fevereiro de 2001, seguido por uma jornada cross-country com Linkin Park e Taproot  .  Anthology foi lançado em 6 de março de 2001, pela New Noize e DreamWorks Records 
```
Discutindo o título do álbum, Mitchell 
(vocalista)
 disse: "Chamamos nosso primeiro álbum independente de 
Greatest Hits
. E, de certa forma, o primeiro álbum de muitas bandas são seus maiores sucessos porque logo passam. [... ] Então pensamos que seria engraçado fazer 
ANthology
 para o nosso segundo álbum já que fizemos nossos maiores sucessos." 
```

Nessa época, Alien Ant Farm estava abrindo para o Orgy no Vapor Transmission Tour. Marcos Siega , estreou na MTV2 em 17 de março de 2001. Mitchell disse que foi filmado ao longo de 18 horas, "e ninguém estava sentindo a vibração do "filme" . Alien Ant Farm foi escolhido para apoiar o Papa Roach em uma atração principal nos Estados Unidos, no entanto, foi cancelado. Em vez disso, eles fizeram uma turnê em clubes da Costa Oeste dos Estados Unidos e apoiaram Papa Roach em sua turnê europeia por duas semanas.
"Smooth Criminal" foi lançado como o segundo single do Anthology para as estações de rádio dos Estados Unidos em 12 de junho de 2001.
A versão européia do CD trazia "Orange Appeal", "Denigrate" e o videoclipe "Smooth Criminal"; a versão do Reino Unido trocou "Orange Appeal" por "Movies
O videoclipe de "Smooth Criminal", dirigido por Marc Klasfeld , mostra a banda se apresentando no meio de um ringue de boxe. Mitchell (vocalista) explicou que sua gravadora ou a MTV estavam tentando conectar a banda para aparecer em uma trilha sonora na WWE.
Klasfeld, que morava na cidade de Nova York, ouviu a música tocando enquanto estava em uma academia. Ele era um diretor de vídeo popular que trabalhou principalmente com artistas do hip hop como Insane Clown Posse e Nelly . Sua reação inicial ao ouvir o cover foi rir: "Eu vi o senso de humor nisso. Só achei hilário que uma banda de metal estivesse fazendo um cover de Michael Jackson. Estava perfeitamente dentro da minha sensibilidade". Ele prontamente foi atrás da gravadora do Alien Ant Farm com o objetivo de trabalhar com eles, o que contrastava com as outras gravadoras e artistas que o contataravam primeiro.

### Relançamento de "Movies" e promoção adicional
"Movies" foi lançado na Europa em 18 de junho de 2001 e inclui "Pink Tea" música que foi retirada e regravada do seu primeiro álbum, Greatest Hits e uma versão acústica ao vivo de "Movies" como lado B, junto com o videoclipe de "Movies".  Alien Ant Farm apareceu na Warped Tour de 2001 entre junho e agosto. 
Posteriormente, eles se apresentaram nos festivais de Reading e Leeds no Reino Unido.
Alien Ant Farm tirou algumas semanas de folga para as férias de Natal, antes de fazer uma turnê pela Austrália e Nova Zelândia no início de 2002.  "Movies" foi relançado como single em 4 de fevereiro de 2002 A banda decidiu relançar "Movies", após o sucesso de "Smooth Criminal", na tentativa de colocar a música nas paradas
Mitchell (vocalista) disse que vários locutores de rádio "sentiram que 'Movies' foi um grande sucesso que foi tirado das rádios um pouco cedo demais. Agora que há alguma familiaridade com a banda, eles querem tentar novamente".  A versão em CD incluía versões ao vivo de "Movies" e "Smooth Criminal", junto com um novo videoclipe da música "Movies". 
O novo vídeoclipe foi filmado durante três horas com Klasfeld (produtor do vídeoclipe) e foi descrito por Corso (guitarrista) como "realmente comovente e cheio de ação".
O vídeo mostra a banda em um cinema assistindo a um filme; os membros saltam para a tela e se tornam parte do filme. O restante do vídeo mostra a banda fantasiada, como Ghostbusters (1984) e Oompa-Loompas de A Fantástica Fábrica de Chocolate (1971), enquanto tocam a música.
Depois de duas semanas na Europa, Alien Ant Farm voltou aos Estados Unidos e fez uma turnê como parte do SnoCore Tour de 2002 .
"Attitude" foi lançada como single no Reino Unido em 13 de maio, para coincidir com uma turnê no mesmo mês. A versão em CD incluía um remix e versões acústicas ao vivo de "Attitude", juntamente com versões ao vivo de "Universe" e "Stranded", e os videoclipes das duas faixas anteriores "Movies" e "Smooth Criminal".
Enquanto viajava para um show, Alien Ant Farm se envolveu em um acidente com a van da banda perto de Cáceres, na Espanha .O relatório inicial disse que o motorista do ônibus foi morto e Mitchell (vocalista) e Zamora (baixista) acabaram no hospital.
No dia seguinte, a banda explicou que se envolveu em uma colisão frontal, deixando o motorista morto e o segurança em estado crítico. Seis membros da tripulação do Alien Ant Farm também ficaram feridos e foram levados para o hospital com os membros da banda. Mitchell (vocalista) sofreu lesões nas costas e Cosgrove (baterista) quebrou o tornozelo. Zamora (baixista) teve ferimentos nos pés, enquanto Cosgrove teve cortes e hematomas.
Mitchell foi transferido para uma instalação especial em Londres; ele teve uma fratura vertebral, o que fez com que uma haste de metal fosse inserida em suas costas para estabilizar sua condição. Uma semana após o incidente, a banda cancelou todos os shows pelo resto do mês e até junho de 2002. Eles voltaram a se apresentar em dezembro como parte do show de caridade Drum Day em Los Angeles.
Em janeiro de 2016, Alien Ant Farm apresentou Anthology na íntegra em uma turnê pelo Reino Unido, com apoio do InMe e do Dirty Youth ., Kaleido e Sumo Cyco .

## Recepção da critica
Anthology recebeu críticas geralmente favoráveis dos críticos musicais . No Metacritic , o álbum recebeu nota média de 65, com base em seis avaliações
O crítico da Rolling Stone , Barry Walters, escreveu que a banda "ostenta o poder mosh de Papa Roach, mas com muito mais engenhosidade, melodias e golpes, como se Korn tivesse se transformado em Cheap Trick".  
Daniel Durchholz, critico do Wall of Sound , considerou Alien Ant Farm mostrando "algum potencial real. Eles estão chateados, com certeza - quem não está hoje em dia? Mas o importante é que os membros da banda têm um talento para a criação de canções."  

Kitty Empire, da NME , descobriu que Mitchell estava "excessivamente emocionado a cada passo [...] suavizando ainda mais o brilho do rock pomposo do ANthology". Ela acrescentou que eles estão "tentando fazer de um formigueiro uma montanha, onde nos contentaríamos com um disco que simplesmente arrasa".
| Críticas profissionais | Críticas profissionais |
| Avaliações da crítica  | Avaliações da crítica  |
| Fonte                  | Avaliação              |
| ---------------------- | ---------------------- |
| Allmusic               | [ 1 ]                  |
| Rolling Stone          | [ 2 ]                  |
| E! Online              | B                      |
| Melodic                | [ 4 ]                  |
| NME                    | 6/10                   |
| Rolling Stone          | [ 6 ]                  |
| Wall of Sound          | 62/100                 |

## Desempenho Comercial
Anthology alcançou a posição 11 na Billboard 200 dos Estados Unidos.  Fora dos EUA, ficou em 11º lugar no Reino Unido , número 13 na Finlândia, número 18 na Austrália,  número 20 na Alemanha,  número 21 na Irlanda, número 22 na Bélgica,  número 24 na Nova Zelândia, número 32 na Áustria e número 40 na Escócia.
O álbum foi posteriormente certificado como platina pela Music Canada no Canadá, platina pela British Phonographic Industry (BPI) no Reino Unido, disco de platina pela Recording Industry Association of America (RIAA) nos Estados Unidos. Além disso, recebeu uma certificação de ouro pela Australian Recording Industry Association (ARIAA) na Austrália.
"Smooth Criminal" alcançou a posição 23 na Billboard Hot 100 dos EUA . Ele também apareceu em várias paradas de componentes da Billboard : número um no Alternative Airplay, número 12 no Mainstream Top 40, número 17 no Active rock, número 18 no Mainstream Rock Songs , número 23 no Radio Songs e número 27 no Heritage Rock. Fora dos Estados Unidos, alcançou o primeiro lugar na Austrália, número dois na Finlândia,  número três no Reino Unido,  número quatro na Nova Zelândia e Suíça,  número cinco na Suécia,  e número seis na Áustria.  A canção foi certificada como dupla platina na Austrália pela ARIA, e platina no Reino Unido pelo BPI.
```
"Movies" apareceu em várias 
paradas
 de componentes da 
Billboard
: número 18 no 
Alternative Airplay
,  número 35 no 
Active Rock
, e número 38 no 
Mainstream Rock Songs
. Ele também alcançou o número cinco no Reino Unido, número 29 na Austrália,  número 35 na Nova Zelândia,  e número 62 na Suíça. "Movies" foi certificado como 
prata
 no Reino Unido pelo 
BPI
,  enquanto "Attitude" alcançou a posição 66 no Reino Unido.
```

## Musicas
| Lista de músicas do ANThology |                                                                                                   |         |  |
| N.º                           | Título                                                                                            | Duração |  |
| 1.                            | "Courage"                                                                                         | 3:30    |  |
| 2.                            | "Movies"                                                                                          | 3:15    |  |
| 3.                            | "Flesh and Bone"                                                                                  | 4:28    |  |
| 4.                            | "Whisper"                                                                                         | 3:25    |  |
| 5.                            | "Summer"                                                                                          | 4:15    |  |
| 6.                            | "Sticks and Stones"                                                                               | 3:16    |  |
| 7.                            | "Attitude"                                                                                        | 4:54    |  |
| 8.                            | "Stranded"                                                                                        | 3:57    |  |
| 9.                            | "Wish"                                                                                            | 3:22    |  |
| 10.                           | "Calico"                                                                                          | 4:10    |  |
| 11.                           | "Death Day"                                                                                       | 4:33    |  |
| 12.                           | "Smooth Criminal" (Versão re gravada da musica do Michael Jackson, escrita por Michael Jackson)   | 3:29    |  |
| 13.                           | "Universe" (termina às 5:53; após 30 segundos de silêncio, a faixa oculta "Orange Appeal" começa) | 9:07    |  |
| Duração total:                | Duração total:                                                                                    | 55:41   |  |

## Ficha Técnica
Alien Ant Farm:
- Dryden Mitchell – Vocal principal, Violão.
- Terry Corso – Guitarras, Violão.
- Tye Zamora – Baixo, Vocal de apoio ,Teclados, Guitarras adicionais.
- Mike Cosgrove – Bateria

Músicos Adicionais:
- David Campbell – Arranjo de cordas em "Universe".
- Lenny Castro – Percussão em "Attitude".
- Gavin Hayes – Guitarra slide em "Stranded" e "Orange Appeal".
- Yanick Vincent – Flauta em "Orange Appeal".
- Jon Zamora – Vocais de fundo adicionais em "Flesh and Bone".

Produção
- Jay Baumgardner – Produtor, Mixagem.
- Tom Baker – Masterização.
- James Murray – Engenheiro, Pro Tools
- Justin Harvey – Assistente.
- Daniel Certa – Assistente de mixagem.
- John Ewing – Pro Tools adicional.
- Brian Virtue – Pro Tools adicional.
- PR Brown – Direção de arte, Design e fotografia.
- Ralf Strathmann – Foto da banda.